# Komturkirche Nieder-Weisel
Die Komturkirche Nieder-Weisel ist ein Kirchengebäude aus dem 13. Jahrhundert in Nieder-Weisel, Stadt Butzbach im Wetteraukreis in Hessen. Sie wurde erbaut als Teil einer Komturei oder Kommende des Johanniterordens, von der wesentliche Teile als Denkmalensemble erhalten sind.

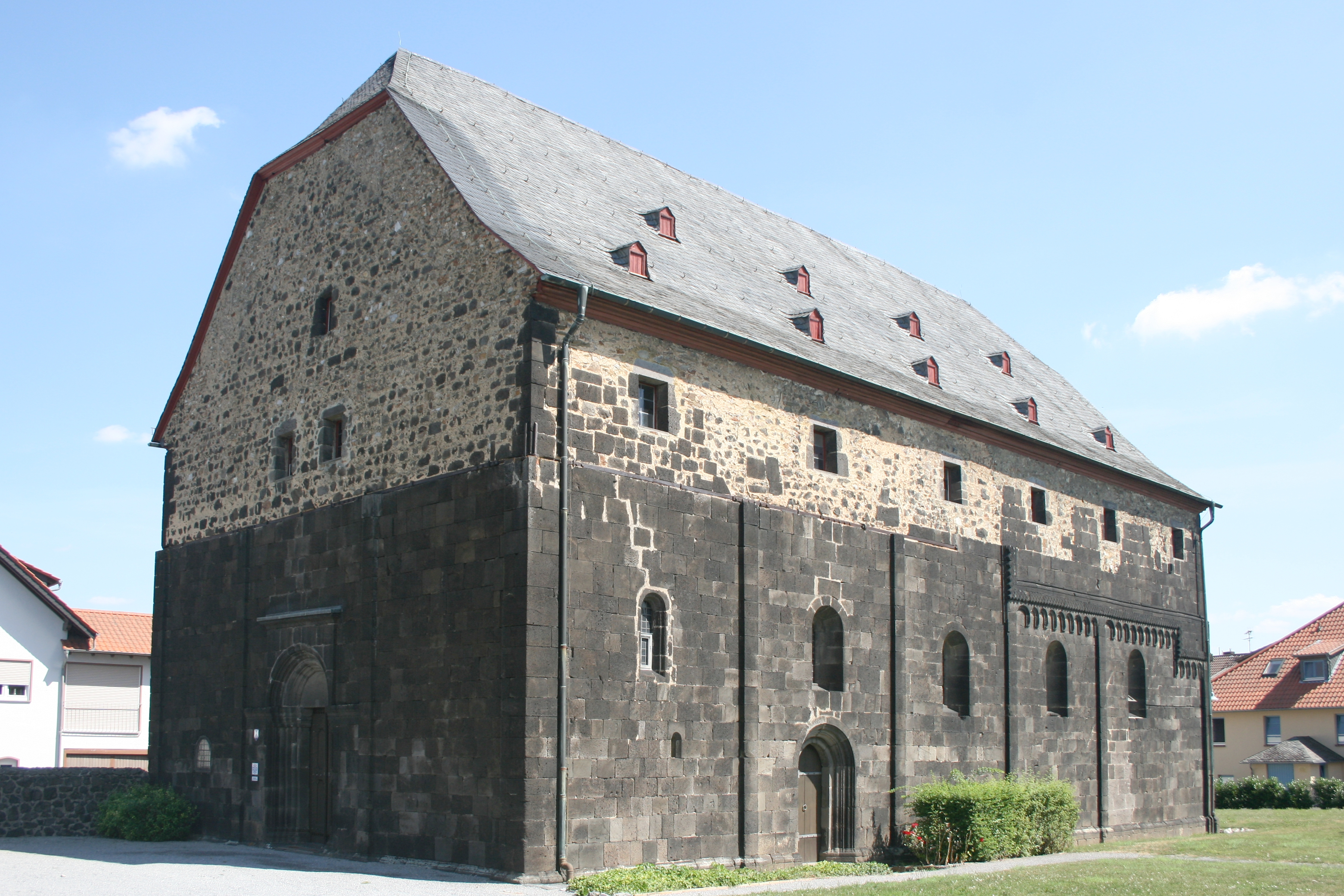
Ansicht der Komturkirche von Südwesten.

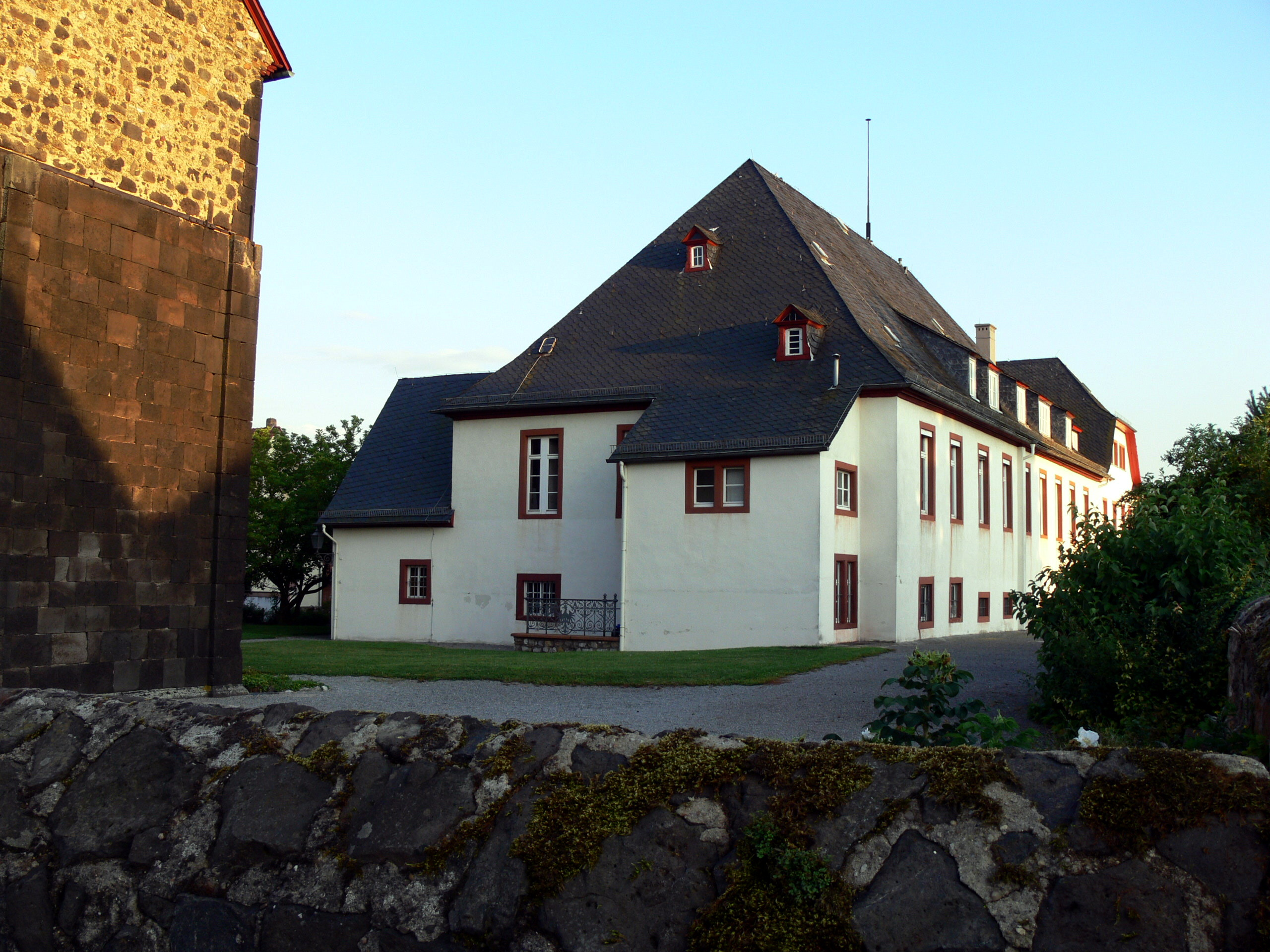
Blick auf das 1780 errichtete Herrenhaus von Norden.

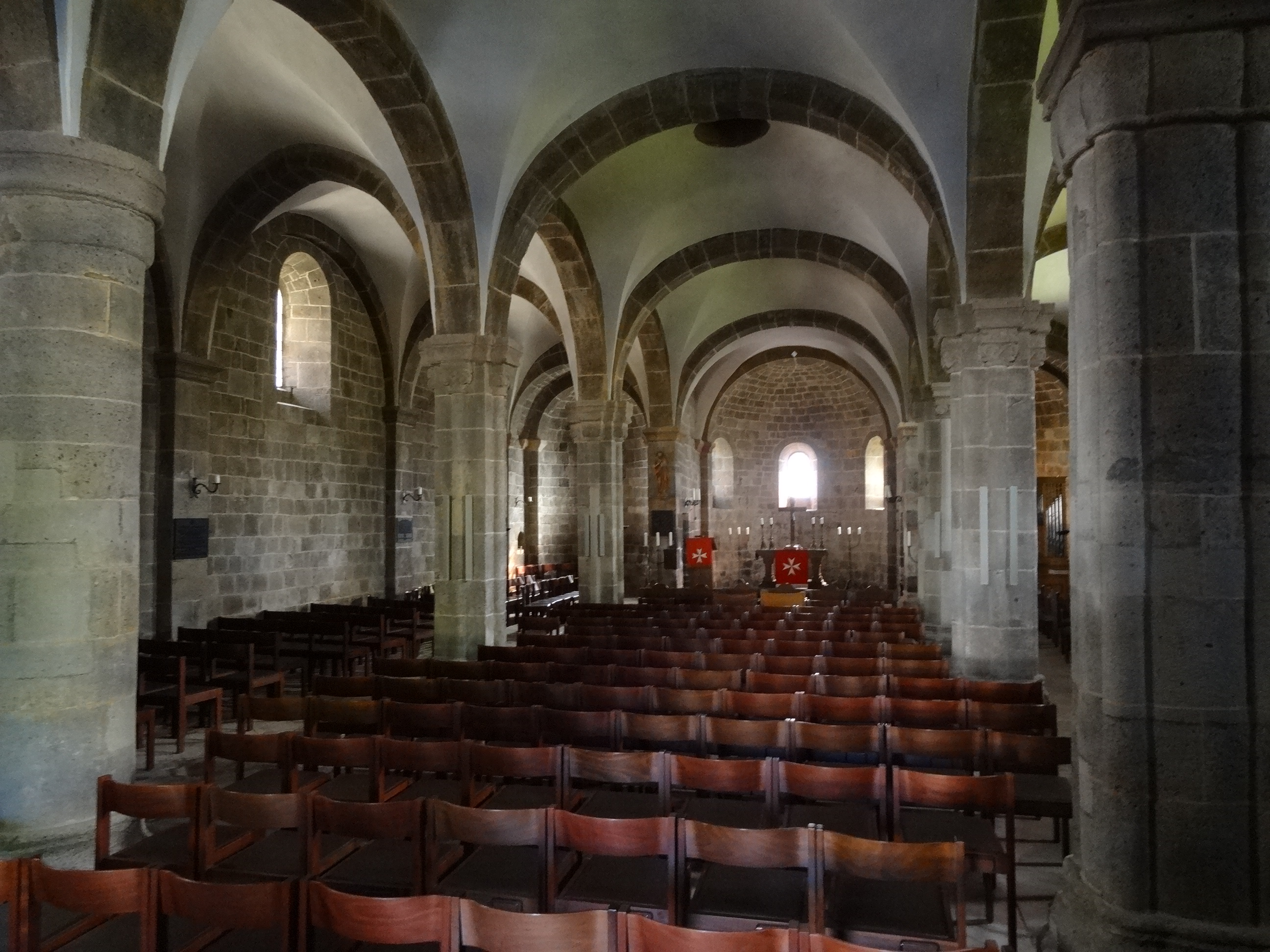
Blick in die Kirchenhalle

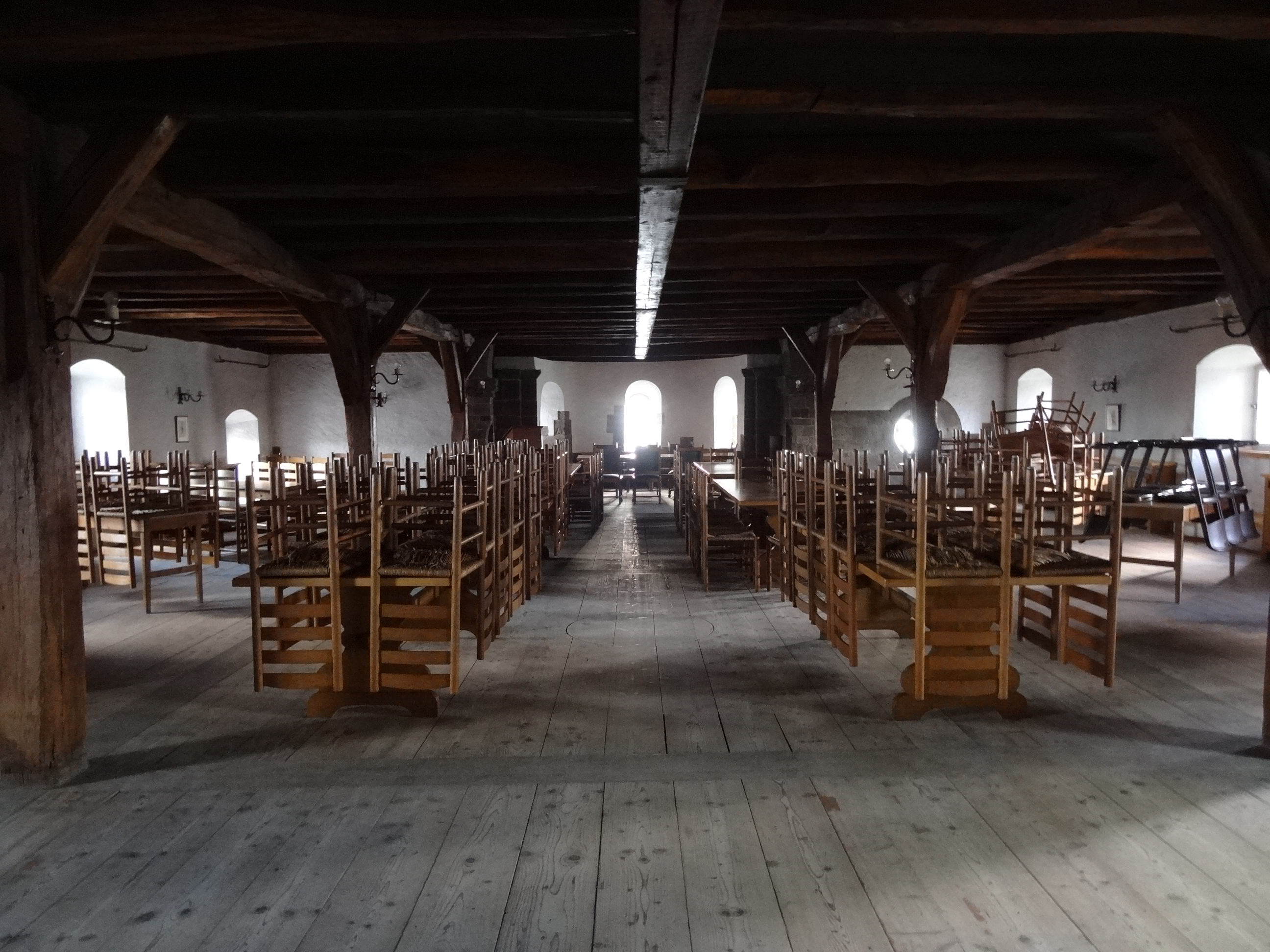
Saal im Obergeschoss

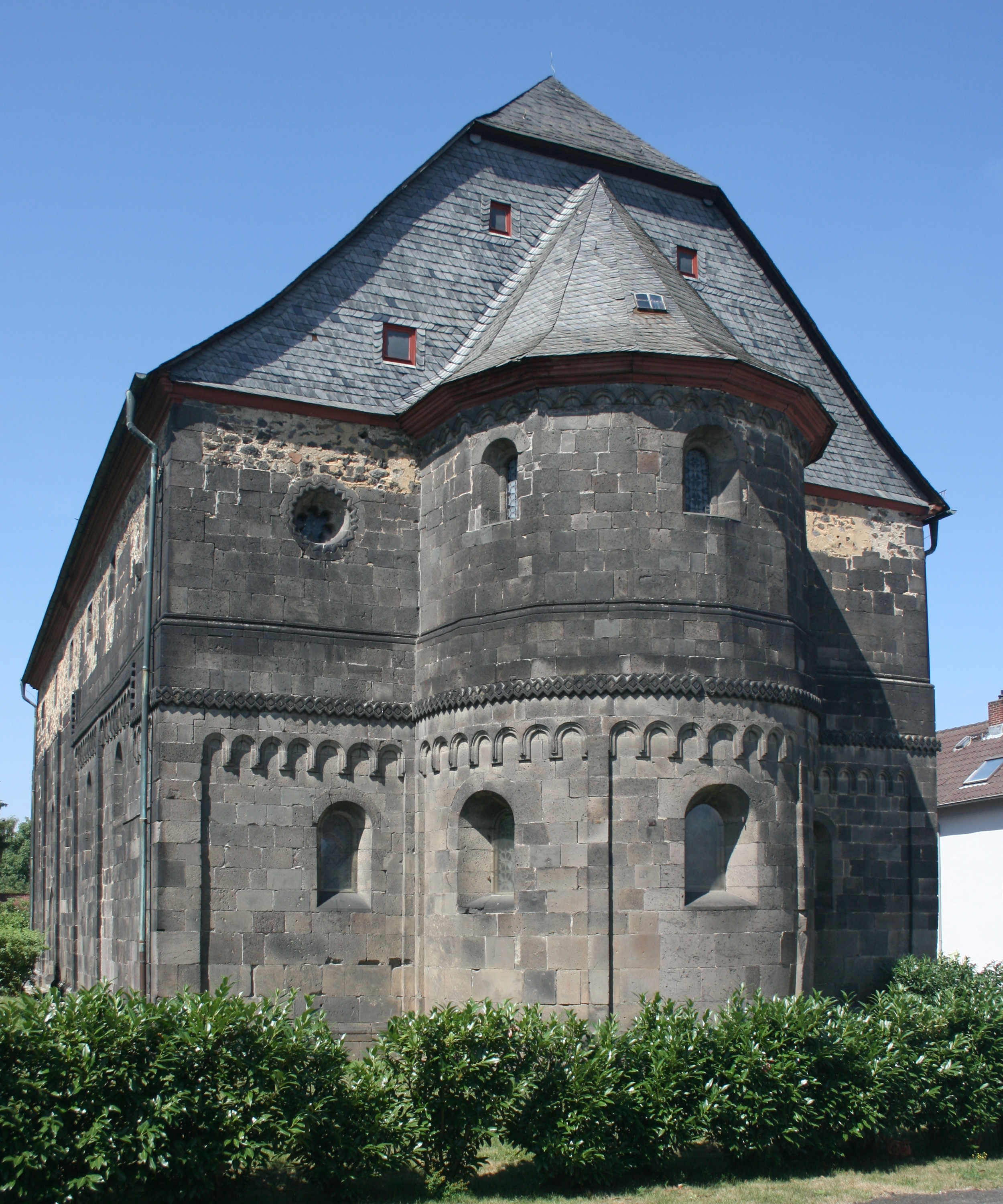
Ostseite der Kirche mit Apsis.

## Geschichte
Urkundlich ist eine Niederlassung der Johanniter in Nieder-Weisel erstmals 1245 fassbar. Durch Schenkungen der regionalen Adelsfamilien, in der Frühzeit wohl der Münzenberger (vermutet) und belegbar der Falkensteiner (1265 und 1297), Grafen von Solms (1271) sowie des Friedberger Burggrafen Rupert von Carben (1267), erhielten die Johanniter erheblichen Einfluss und Besitz in Nieder-Weisel sowie den umliegenden Orten. Dazu gehörte das Patrozinium über die örtliche Pfarrkirche und Filialen in Griedel und Ostheim. Im Ortsbild nahm der Besitz eine Sonderrolle ein. Er war südlich vorgelagert und durch eine Mauer zu den angrenzenden Landstraßen und zur Feldgemarkung geschützt. Vom Ortskern wurde er durch einen Graben getrennt.
Die Kommende bestand bis 1809, als nach dem Frieden von Schönbrunn die Besitzungen des Johanniterordens in Deutschland eingezogen wurden. Die Nieder-Weiseler Kommende gelangte damit an das Großherzogtum Hessen. Bereits 1811 wurde das Gut weiterverkauft an einen Freiherr von Wiesenhütten. Er fasste die jahrhundertelang an lokale Bauern verpachteten Felder zu einem großen Gutshof zusammen, was den Bewohnern des Ortes die Lebensgrundlage entzog. 1861 gelang es einem Zusammenschluss von Nieder-Weiseler Landwirten, den Grundbesitz zurückzukaufen. Die Gebäude waren zwischenzeitlich an das Großherzogtum gefallen, das sie 1868 dem wiederhergestellten Johanniterorden überließ. Dieser bemühte sich darum, die Kirche zu erhalten, die mittlerweile als Stall genutzt wurde. 1869, unter dem Hofbaurat Hugo von Ritgen, und erneut 1895, unter dem Architekten Karl Hofmann, wurden Baumängel behoben, Wiederherstellungs- und Ergänzungsarbeiten durchgeführt.
Der Johanniterorden richtete 1870 im ehemaligen Herrenhaus ein Krankenhaus ein. Die ehemalige Kirche, die zu dieser Zeit als Stall genutzt wurde, wurde ebenfalls vor dem Verfall gerettet.
Heute befindet sich auf dem Gelände das Johanniter-Ordenshaus als geistiges und geistliches Zentrum mit der einzigen Kirche im Besitz des Ordens, außerdem die Geschäftsstelle des Landesverbands Hessen/Rheinland-Pfalz/Saar der Johanniter-Unfall-Hilfe sowie ein Hotelbetrieb.

## Gesamtanlage Johanniterkommende
Obwohl einige wesentliche Teile der ehemaligen Gesamtanlage wie die Zehntscheune oder der Kommendegarten zerstört wurden, sind sie durch Wegführung und Parzellenzuschnitt im Ortsbild noch nachvollziehbar. Die Anlage genießt deshalb als Kulturdenkmal einen Ensembleschutz. Schützenswerte Einzeldenkmäler sind die Kirche aus dem 14. Jahrhundert und das ehemalige Herrenhaus von 1780. Es wurde später zu einem Krankenhaus umgebaut und 1913 nochmals um einen winkelförmigen Trakt erweitert.

## Kirche
Die Komturkirche gehört zu den wenigen Kirchen in Deutschland, die zweigeschossig konzipiert wurden. Über der dreischiffigen und vier Joche langen Kirchenhalle befand sich ein Krankensaal. Im Westen des Innenraumes lag eine Vorhalle, die seitlich davon gelegenen Türme kamen nicht zur Ausführung. In die östliche Schmalseite wurden drei Apsiden eingefügt, von denen außen nur die mittlere sichtbar ist, die den Altar enthält. Die kleineren, äußeren Apsiden sind in die Stirnwand integriert. Drei kreisrunde Löcher in den Decken ermöglichten den Patienten, am Gottesdienst teilzunehmen. Sie sind heute mit hölzernen Deckeln verschlossen.
Der hallenförmige Grundriss der Kirche weist sie als Werk des 13. Jahrhunderts aus, auch wenn gewisse Ähnlichkeiten zur früheren Ilbenstädter Klosterkirche vorhanden sind. Beide standen vermutlich in einer örtlichen, romanischen Bautradition. Die ursprüngliche Ausstattung der Kirche, darunter auch Wand- und Deckenmalereien, ging nach 1800 verloren.
Das Obergeschoss der Kirche blieb zunächst unvollendet. Im 16. Jahrhundert wurde es mit einer etwas flacheren Decke auf hölzernen Stützen ergänzt. Der ehemalige Krankensaal wurde 1961/62 als Kapitelsaal ausgebaut. Hier finden seitdem Kapitelsitzungen des Gesamtordens und Rittertage einzelner Ordensgenossenschaften statt.
In der Kirche werden jedes Jahr Ordensmitglieder zu Rittern geschlagen.